# 阿勒娜
阿勒娜（1981年11月9日—），本名吳慧麗，印尼语名卡罗琳·古纳万，是印度尼西亞女歌手，出身於東爪哇瑪琅，印尼華僑，能操英、印尼、爪哇、華語，推出兩張專輯，當中收錄印尼文、英文、中文流行曲。

## 其他
Alena是參加馬來西亞Asia Bagus歌唱比賽而進入歌唱界，曾推出兩張專輯，她美妙動人的聲線獲不少印尼音樂人讚賞。其後第二張專輯《Seindah Diriku》更罕有地灌錄兩首華語歌，分別是《為你存在》及《已選了他》。目的是為進軍中文樂壇做好準備，曾計劃2008年在台灣開始、可是事件不了了之。雖然Alena最終不能衝出印尼，但由於有網民將其作品上載互聯網，在中國內地仍可找到不少網民的好評文句。
雖然Alena推出的第二張專輯《Seindah Diriku》獲外界不少正面好評，但事實唱片銷量方面卻不太理想。

## 《為你存在》MV與歌曲
華語歌曲《為你存在》視像拍攝選擇在雅加達一個華人聚居貧民區，演員也是華僑，包括天真的小孩，醫師、賣藝者、髮型師、老人、老婦父，背景是中國式建築物、唐裝、孫悟空等。歌曲內容描述雖然他們居在這地並不富有，可是他們卻能夠促進良好關係。曲風充滿東方氣息，填詞人是Ivan Dong Feng。

## 連結
- 官方網站 （页面存档备份，存于）
- Alena 《為你存在》  （页面存档备份，存于）